# Helmut Podgorsky
Helmut Podgorsky (* 17. Januar 1906 in Berlin; † 23. Oktober 1944 in Ostpreußen (vermisst, genauer Ort unbekannt)) war ein deutscher kommunistischer Gewerkschafter und Widerstandskämpfer.

## Leben
Podgorsky besuchte die Volksschule. Er erlernte keinen Beruf, war jedoch mehrere Jahre als angelernter Dreher in der Berliner Metallindustrie tätig. Ende 1930 wurde Podgorsky Mitglied der Kommunistischen Partei Deutschlands (KPD). Zudem organisierte er sich gewerkschaftlich im linksradikalen Einheitsverband der Metallarbeiter Berlins (EVMB). In der Firma Jaroslaw  in Berlin-Weißensee war Podgorsky als Kassierer für den Verband aktiv.
Nach der Machtübernahme der Nationalsozialisten engagierte sich Podgorsky in Berlin-Weißensee im Widerstand für den illegalen EVMB. Mitte Dezember 1933 nahm die Gestapo Podgorsky in seiner Wohnung fest. Es folgten Haftzeiten im KZ Columbia, im Anschluss im KZ Oranienburg und im Untersuchungsgefängnis Berlin-Moabit, bis ihn das Kammergericht Berlin am 26. Juni 1934 zu einer zweijährigen Gefängnisstrafe verurteilte. Die Haftstrafe verbüßte Podgorsky in den Gefängnissen Plötzensee und Tegel.
Nach der Haftentlassung war Podgorsky erneut als Dreher tätig. Er wurde von den NS-Sicherheitsbehörden beobachtet. Anfang Februar 1943 wurde Podgorsky in die Strafdivision 999 zum Kriegsdienst eingezogen. Podgorsky kam zum Ende des Zweiten Weltkrieges ums Leben. Zuletzt befand er sich in Ostpreußen. Seit 23. Oktober 1944 gilt er als vermisst.